# Zastava
Zastava je kos blaga na drogu, ki se uporablja za signaliziranje ali identifikacijo. Sprva so zastave uporabljali za signaliziranje (kot pri semaforju), kot tudi za identifikacijo tistih, ki so jih prikazovali, za ta namen pa se uporabljajo še danes. Poleg osnovnih namenov se zastave danes uporabljajo tudi v oglaševanju ali kot okras. Kos blaga imamo v splošnem za zastavo, če ga izobešamo in deklariramo za zastavo, čeprav mnoge zastave prepoznamo tudi, če jih prikažemo v drugih oblikah. Barve na zastavi se prebirajo od spodaj navzgor.
Veda o zastavah se imenuje veksikologija, iz latinske besede vexillum, ki pomeni zastavo ali prapor.

## Izobešanje zastave
Državna zastava je eden od državnih simbolov in jo zato izobešamo, kadar želimo poudariti pripadnost državi, kot v času vojne, državnih praznikih ali reprezentančnih športnih tekem, ali sodelovanje države, kot v času mednarodnih konferenc, sejmov, obiskov državnikov ipd.
Pogostost obešanja državne zastave se med različnimi kulturami razlikuje, a za obešanje veljajo določena pravila, ki so se izoblikovala v zahodnem svetu. Tako mora biti državna zastava vedno obešena tako, da so barve razporejene v pravem vrstnem redu od zgoraj navzdol, pri navpičnem obešanju pa od leve proti desni. Če ima zastava grb, ki ni vsredinjen, kot ga ima slovenska, mora biti ta ob navpičnem obešanju v zgornjem delu zastave.
Državni zastavi mora med več obešenimi zastavami vedno pripadati častno mesto, to pa je, po vrstnem redu časti, kot gleda opazovalec:
1. na najbolj častno mesto, v sredini, če so zastave tri,
2. ali na levi strani, če sta obešeni samo dve zastavi.

Obešanje državne zastave poleg reklamnih zastav, še posebej, če ni na častnem mestu ali je manjša od drugih, velja za žaljivo.

## Vrste zastav
- državna zastava
- državna pomorska zastava
- državna vojaška zastava tudi vojna zastava
- državna vojaška pomorska zastava
- kraljeva zastava
- zastava drugih državnih organov in služb
- zgodovinske zastave
- Mednarodne pomorske signalne zastave
- druge zastave in prapori npr. zastave pokrajin, mest, etničnih manjšin, podjetij, firm, organizacij, društev ipd.